# XVe législature de la République italienne

La XVe législature du Parlement de la République italienne a été ouverte le 28 avril 2006, à la suite des élections législatives des 9 et 10 avril.
Elle a été dissoute le 6 février 2008 par le Président de la République Giorgio Napolitano. Les législatives anticipées se sont tenues les 13 et 14 avril.
Elle se conclura le 29 avril 2008, avec l'ouverture de la XVIe législature à la suite des élections. Avec un total de 726 jours, elle est la seconde législature la plus courte de l'histoire républicaine en Italie (la plus courte est la onzième). 

## Gouvernement
- Gouvernement Prodi II
  - Du 17 mai 2006 au 7 mai 2008
  - Président du Conseil des ministres: Romano Prodi (L'Ulivo)
  - Composition du gouvernement : DS-DL/PD, PRC, RnP (SDI-RI), PdCI, IdV, FdV, UDEUR, SI, DCU, LpA-AL, SD, LD, MRE

## Composition de la Chambre des députés
Président de la Chambre des députés, M. Fausto Bertinotti (PRC), depuis le 29 avril 2006
| Groupe parlementaire                         | Début de la législature | 2006 | 2007 | 2008 |
| -------------------------------------------- | ----------------------- | ---- | ---- | ---- |
| Parti démocrate                              | 218                     | 218  | 196  | 195  |
| Forza Italia                                 | 134                     | 133  | 133  | 131  |
| Alliance nationale                           | 72                      | 72   | 68   | 68   |
| Refondation communiste - Gauche européenne   | 41                      | 41   | 40   | 40   |
| UDC                                          | 39                      | 38   | 38   | 37   |
| Lega Nord Padania                            | 23                      | 23   | 22   | 22   |
| Socialistes et Radicaux                      | 18                      | 18   | 17   | 21   |
| Gauche démocrate pour le socialisme européen | -                       | -    | 20   | 20   |
| Communistes italiens                         | 16                      | 16   | 17   | 17   |
| Italie des valeurs                           | 20                      | 19   | 17   | 17   |
| Les Verts                                    | 16                      | 16   | 15   | 15   |
| Popolari-UDEUR                               | 14                      | 14   | 14   | 14   |
| DCA - Nouveau PSI                            | 6                       | 6    | 6    | 5    |
| Mixte                                        | 13                      | 16   | 27   | 28   |
| TOTAL                                        | 630                     | 630  | 630  | 630  |

## Sénat de la République
Président du Sénat de la République, M. Franco Marini (PD), depuis le 29 avril 2006
| Groupe parlementaire                         | Début de la législature | 2006 | 2007 | 2008 |
| -------------------------------------------- | ----------------------- | ---- | ---- | ---- |
| Parti démocrate                              | 108                     | 101  | 83   | 83   |
| Forza Italia                                 | 77                      | 71   | 73   | 73   |
| Alliance nationale                           | 41                      | 41   | 37   | 37   |
| Refondation communiste - Gauche européenne   | 27                      | 27   | 26   | 26   |
| UDC                                          | 21                      | 20   | 20   | 20   |
| Ligue du Nord Padanie                        | 13                      | 13   | 12   | 12   |
| Les Verts - Communistes italiens             | 11                      | 11   | 10   | 10   |
| DCA - PRI - MPA                              | -                       | 10   | 10   | 10   |
| Pour les autonomies                          | -                       | 10   | 10   | 10   |
| Gauche démocrate pour le socialisme européen | -                       | -    | 10   | 10   |
| Mixte                                        | 24                      | 18   | 31   | 31   |
| TOTAL                                        | 322                     | 322  | 322  | 322  |